# 石桥乡 (淳化县)
石桥乡是中国陕西省咸阳市淳化县下辖的一个乡。

## 行政区划
石桥乡下辖以下行政区：
石桥村、引安村、咀头村、大槐树村、高家河村、闫家沟村、刘家硷村、鱼车村、富德村